# Actio quanti minoris
Actio quanti minoris – w prawie rzymskim, powództwo kupującego przeciw sprzedawcy o obniżenie ceny z powodu wad fizycznych rzeczy kupionej.

## Charakterystyka powództwa
Na mocy edyktu edylów kurulnych sprzedawcy odpowiadali za wady sprzedawanych zwierząt i niewolników skatalogowane w edykcie, a o których nie powiadomili kupującego. Przyjmowano, że osoba trudniąca się handlem zna swój towar i zna jego wady.
Powództwo quanti minoris przyznawano, jeżeli wady rzeczy były na tyle mało istotne, że kupujący chciał towar zatrzymać oraz nie chciał rozwiązywania umowy kupna-sprzedaży. Domagając się stosownego obniżenia ceny, mógł skorzystać z tej skargi w ciągu roku (12 miesięcy) od zawarcia kontraktu. Po upływie tego terminu kupujący mógł się domagać wynagrodzenia powstałej szkody za pomocą actio empti.
W prawie justyniańskim rozszerzono zastosowanie tego powództwa na kupno jakichkolwiek rzeczy (nie tylko niewolników i zwierząt). Najprawdopodobniej dopiero wówczas rozszerzono również odpowiedzialność sprzedawcy na wady ukryte (o których istnieniu nie wiedział).